# 空港城市
《Air City》（韓語：에어시티，MBC採用中文名稱為《空港城市》）是韓國MBC於2007年5月19日起播放的週末特別計劃連續劇。籌備兩年，耗資60億韓元製作，以仁川國際機場作為主要場景，亦遠赴香港拍攝外景。
香港片名為《航天之城 Air City》，台灣GTV戲劇台曾以《空中之城》之名於深夜首播，後來又改為《空中情緣》播出。

## 劇情介紹
金智成與同伴在香港尖沙咀執行情報任務時被職業殺手伏擊，同伴被殺害。智成為了緝拿兇手，擅自跟蹤疑人回到韓國，在航機上遇到神色可疑，在仁川國際機場四處挑剔地勤人員服務表現的韓都京，兩人其後因為阻礙警方進行反運毒任務而被強制收押，兩人身份亦因此曝光，原來都京是從新加坡轉職的新任機場營運總部室長，而智成則是韓國國家情報院的特工。智成跟蹤的其中三個中國人原來涉及偽造護照集團，另一名以假護照入境，雖然相信是兇嫌的中國人黃偉被智成在機場行李輸送系統捕獲，奈何証據不足只能依照處理非法入境者方式，強制遣返原居地。其後，懷疑被兇嫌威脅的韓籍科學家被殺，智成認為事件是香港黑幫竊取高技術的推斷得出証實，國家情報院於是撤銷他因追捕兇嫌而擅離職守及違反航空安全法等的處分，但將智成調往仁川國際機場203室的國家情報院監控室，智成只好無奈接受。另一方面，都京與夏俊相認，兩人回到童年生活的鄉下，原來都京毅然回國之真正目的是重遇失散多年的妹妹－伊京。
為了搜捕在逃疑犯，國家情報院同意智成提升仁川國際機場保安級別的要求。正當都京與營運總部為保安措施疲於奔命之際，事件主謀的香港黑幫骨幹魏查理在釜山港出現，智成與情報人員成功將之誘到仁川國際機場，都京在追捕期間一度被挾持，最後獲智成救出，都京因此對不依規章辦事的智成有所改觀。智成在追捕犯人期間受傷，在機場醫療室重遇舊情人徐明友，兩人誤會甚深而無法釋懷。其後發生北韓高層女兒在機場自殺不遂的事件，智成最後答應明友協助該女子與逃離北韓的男友見面，兩人關係才有所改善。同時，都京在夏俊協助下聯絡到已經成為韓亞航空見習機師的伊京，為了道歉與驅散跑道的鳥群，都京與營運總部合力在跑道繪畫大型的鷹圖，不僅修補了姊妹的關係，營運總部各人亦正式接納了都京……

## 角色介紹

### 主要人物
- 崔志宇 飾演 韓道京（香港配音：陳凱婷）

仁川國際機場營運部室長，精通5国语言，具有冷静果断的判断力和执行力。放棄2/3薪酬回韓國任職，原來是為了重遇自小失散的妹妹。
- 李政宰 飾演 金智成（香港配音：朱子聰）

韓國國家情報院1037號探員，因工作關係而與徐明雨錯失了這段絪緣，更自願到中東工作來減輕痛苦。
- 李陣郁 飾演 姜夏俊（香港配音：陳廷軒）

仁川國際機場运营总部事件应急管理组組長，與韓道京青梅竹馬，他一直暗戀著這位上司。
- 文晶熙 飾演 徐明友（香港配音：陸惠玲）

金智成昔日的情人，也是韓道京的好朋友，是機場急診室的醫生。

### 其他人物
- 李多熙 飾演 韓伊京（香港配音：張頌欣）
- 朴潭熙 飾演 張蘭英
- 朴孝珠 飾演 李美顏
- 權海驍 飾演 閔丙光
- 朱相昱 飾演 安康賢
- 金俊浩 飾演 盧怠慢
- 張　勇 飾演 李載茂
- 崔　蘭 飾演 崔貞熙
- 尹柱相 飾演 嚴班長
- 申申愛 飾演 高恩雅
- 李相侖 飾演 金政民

## 評價
- 本劇在韓國的收視成績一般，平均收視率僅為10.6%。有分析指本劇雖然是首部以仁川國際機場為背景的電視劇，但內容卻沒能給觀眾帶來新意，過分著重於男女主角的愛情故事，以及男主角在國家情務院的特務工作，偏離了描寫航空從業員的創作原意[2]。
- 崔志宇及李陣郁在劇中的英語及普通話台詞發音，成為不少觀眾的討論話題。崔志宇在劇集播映前曾表示飾演精通五國語言的角色有一定難度，並請觀眾體諒[3]。

## 影響
在劇中飾演金智成的李政宰及局長的張勇，於2007年3月16日接受韓國國家情報院委任為「名譽要員」，本劇亦得到國家情報院借出實景的拍攝場地。

## 各地播放情況
- 日本
  - WOWOW：2007年10月26日─12月14日
  - 東京電視台：2008年1月10日─5月8日

- 香港
  - 無綫劇集台：2007年8月25日─10月13日
  - 高清翡翠台：2008年6月17日─7月11日
  - 翡翠台：2010年8月16日─11月29日

- 台灣
  - 八大戲劇台：2009年11月24日─11月29日（深夜播出）
  - 八大戲劇台：2011年5月24日─6月23日
  - 八大娛樂K台：2011年6月8日─7月11日

## 收視率
| 集數     | 播放日期   | TNS收視率 | AGB收視率 |
| 集數     | 播放日期   | 全國地區  | 全國地區  |
| -------- | ---------- | --------- | --------- |
| 1        | 2007/05/19 | 12.7%     | 12.1%     |
| 2        | 2007/05/20 | 10.8%     | 11.4%     |
| 3        | 2007/05/26 | 11.4%     | 11.8%     |
| 4        | 2007/05/27 | 12.6%     | 12.4%     |
| 5        | 2007/06/02 | 10.4%     | 10.8%     |
| 6        | 2007/06/03 | 10.8%     | 12.2%     |
| 7        | 2007/06/09 | 10.0%     | 10.1%     |
| 8        | 2007/06/10 | 11.1%     | 10.8%     |
| 9        | 2007/06/16 | 9.5%      | 10.5%     |
| 10       | 2007/06/17 | 10.9%     | 10.5%     |
| 11       | 2007/06/23 | 8.7%      | 9.0%      |
| 12       | 2007/06/24 | 10.4%     | 10.9%     |
| 13       | 2007/06/30 | 9.9%      | 10.5%     |
| 14       | 2007/07/01 | 11.0%     | 11.6%     |
| 15       | 2007/07/07 | 9.9%      | 9.9%      |
| 16       | 2007/07/08 | 9.4%      | 10.7%     |
| 平均收視 | 平均收視   | 10.6%     | 11.0%     |

## 同類型電視劇
- 《Pilot》：1993年MBC電視劇
- 《蒼空》：1995年KBS電視劇
- 《拜托了，機長》：2012年SBS電視劇

## 外部連結
- 韓國MBC （页面存档备份，存于）
- 臺灣GTV（繁體中文）
- 香港TVB （页面存档备份，存于）（繁體中文）

| MBC 週末特別計劃劇                         | MBC 週末特別計劃劇                            | MBC 週末特別計劃劇 |
| ------------------------------------------ | --------------------------------------------- | ------------------ |
|                                            | （2007年5月19日 - 2007年7月8日）              |                    |
| 順其自然 （2007年3月17日 - 2007年5月13日） | 9局下半2出局 （2007年7月14日 - 2007年9月9日） |                    |

| 新加坡 Oh!K 星期一 19:40 - 22:00（連播兩集） | 新加坡 Oh!K 星期一 19:40 - 22:00（連播兩集） | 新加坡 Oh!K 星期一 19:40 - 22:00（連播兩集） |
| -------------------------------------------- | -------------------------------------------- | -------------------------------------------- |
|                                              | 空港城市 （2022年6月27日 - 2022年8月15日）   |                                              |
| 逆轉女王 （2022年3月7日 - 2022年6月20日）    | —                                            |                                              |